# Сафір (ракета-носій)
Сафір (перс. سفير, «Посланець») — сімейство ракет-носіїв, створених в Ірані.

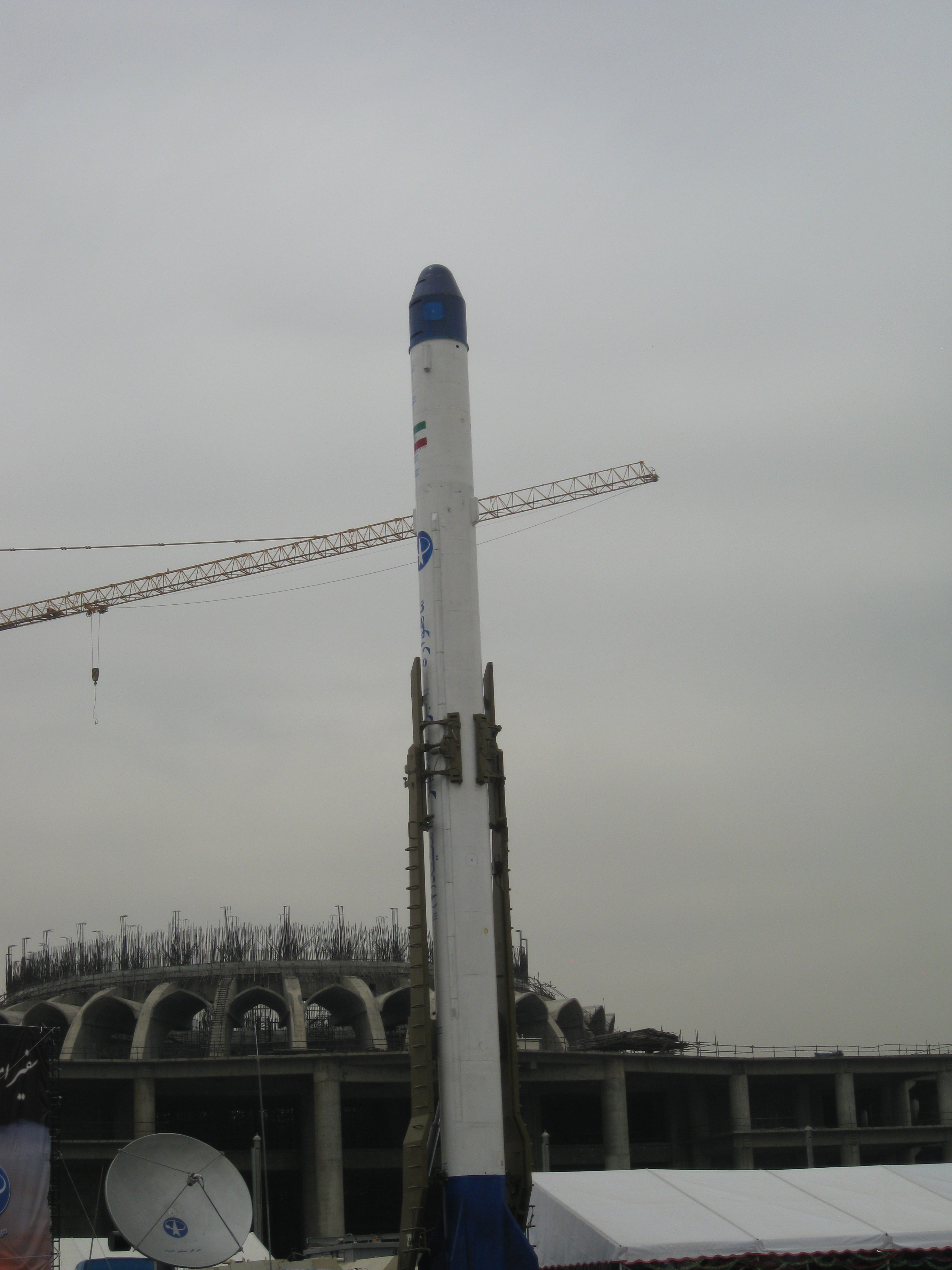
РН «Сафір-2»

17 серпня 2008 року Іран зробив спробу орбітального запуску ракети-носія «Сафір». Відразу після запуску була зроблена заява голови ІКА Реза Тагізаде про успішний вивід на орбіту макету супутника. Проте міжнародні експерти не підтвердили цю інформацію, а США повідомили, що згідно з їхніми засобами спостереження 2-й ступінь ракети зруйнувався на висоті 152 км.
У ході подальших удосконалень була створена ракета-носій Сафір-2, котра 4 лютого 2009 року вивела на навколоземну орбіту перший іранський супутник «Омід».
3 лютого 2012 року РН Сафір вивела на низьку опорну орбіту третій іранський супутник «Навід».